# منتخب فانواتو لكرة القدم
منتخب فانواتو لكرة القدم (بالإنجليزية: Vanuatu national football team)‏ و(بالفرنسية: Équipe du Vanuatu de football)‏ وهو المنتخب الوطني في فانواتو ويديره اتحاد فانواتو لكرة القدم . لم يسبق له التأهل إلى بطولة كأس العالم . أفضل انجاز حققه هو احتلال المركز الرابع في بطولة كأس أمم أوقيانوسيا 4 مرات في 1973 و2000 و2002 و2008.
كان يعرف سابقاً باسم منتخب هيبريدس الجديدة لكرة القدم حتى عام 1980، وبعدها تغير اسمه إلى فانواتو.

## وصلات خارجية
- قائمة بيانات المنتخب من الموقع الرسمي للفيفا باللغة العربية